# لو دوفوار
لو دوفوار (بالفرنسية: Le Devoir)‏ وتعني (بالعربية الواجب) هي صحيفة يومية تصدر في مونتريال، كيبيك، كندا. تأسست في 10 يناير 1910 على يد هنري بوورسة. كان شعارها الأول «افعل ما يجب « Fais ce que dois »». أما شعارها الحالي فهو «حرية التفكير « Libre de penser »». في عام 2013 قرأ الصحيفة 446 ألف شخص وفقًا «لمكتب قياس المطبوعات PMB» الكندي.

## روابط خارجية
الموقع الرسمي